# Nesselröden (Duderstadt)
Nesselröden  (niederdeutsch Nedelreden) ist ein südwestlich gelegener Stadtteil der Stadt Duderstadt im Landkreis Göttingen in Südniedersachsen und mit rund 1.950 Einwohnern nach der Kernstadt der Stadtteil Duderstadts mit den meisten Einwohnern.

## Geografie
Der Stadtteil liegt an der Landesstraße 569 zwischen Etzenborn und Westerode, gut fünf Kilometer südwestlich der Duderstädter Innenstadt und 16 Kilometer östlich von Göttingen im Untereichsfeld. Die Gemarkung befindet sich im Nathetal am südlichen Rand der Goldenen Mark umgeben von den bewaldeten Anhöhen, wie dem Fuchsberg (ca. 285 m) im Nordwesten, dem Hainholz (293,7 m) im Westen und dem Nesselröder Wald (283,8 m) im Süden. Unmittelbar südlich verlief die ehemalige innerdeutsche Grenze und heutige niedersächsisch-thüringische Landesgrenze.

## Geschichte
Die erste schriftliche Erwähnung des Ortes ist in einer Urkunde des Mainzer Urkundenbuchs aus den Jahren 1189–1190 als Nescilrit überliefert. Eine manchmal auf Nesselröden bezogene Erwähnung als Noscilrit aus dem Jahr 1183 wird von anderen Autoren auf Nesselröden bei Herleshausen bezogen. Im weiteren Verlauf der schriftlichen Erwähnungen wird der Ortsname sehr unterschiedlich überliefert: 1221 Netelrede, 1236  Nitilrethe, 1297 Nezelridin, 1327 Neterede, 1421 Netelnroda. Seit dem 19. Jahrhundert taucht der Name in der heutigen Form auf. Vermutungen lassen darauf schließen, dass um 1227 in Nesselröden eine Pfarrei, beziehungsweise ein Kirchenbau existiert haben könnte, da in Urkunden ein Kleriker namens Johannes de Netelrede genannt wird. Ab dem Jahr 1334 zählte der Ort, zusammen mit Duderstadt bis zum Übergang an Preußen 1802, zu dem Besitz des Erzstiftes Mainz. Zum Territorium der Stadt Duderstadt kam Nesselröden als Ratsdorf bereits am Ende des 14. Jahrhunderts und verblieb in dieser Abhängigkeit bis 1866. Ähnlich wie die anderen Ratsdörfer war auch Nesselröden zu Hand- und Spanndiensten verpflichtet. Urkundlich bezeugt sind in den Jahren 1314 die Obermühle, welche 1928 abbrannte und 1327 die Untermühle, die 1961 stillgelegt wurde. Südwestlich des Dorfes wurde 1392 die Nesselröder Warte errichtet. Sie sicherte an der Westgrenze des Kurmainzer Eichsfeldes, am „Duderstädter Knick“, das Einflussgebiet von Kurmainz ab. Die Warte, abgerissen vor 1800, war bis in das Jahr 1564 ständig besetzt. Heute erinnert nur noch ein 35 bis 40 m breites, dreifaches Wall-Graben-System an die früheren Befestigungsanlagen. Zwischen 1574 und 1607 unterstand der Ort dem Protestantismus, kehrte anschließend zum Katholizismus zurück. In der Zeit des Dreißigjährigen Krieges wurde der Ort von Zerstörungen stark betroffen. Das Warthaus sowie 60 von insgesamt 80 Herdstellen wurden vernichtet, die Kirche bis auf den Turm niedergebrannt. Im Anschluss an den Krieg erbaute man 1670 eine Schule und ein Gemeindearmenhaus, welches bis in das Jahr 1863 unterhalten wurde. Im 18. und 19. Jahrhundert ereilten dem Ort Hungersnöte, Choleraepidemien und wiederholte Überflutungen durch die Nathe. Das sogenannte Hagelkreuz erinnert an das große Unwetter aus dem Jahr 1718 und stellt heute noch das Ziel einer alljährlichen Prozession dar.
Am 1. Januar 1973 wurde Nesselröden in die Stadt Duderstadt eingegliedert. Bis zur Deutschen Wiedervereinigung 1989 war in Nesselröden zur Überwachung der innerdeutschen Grenze eine kleine Grenzaufsichtsstelle des Zolls eingerichtet, die dem Zollkommissariat Duderstadt (im Zuständigkeitsbereich des Hauptzollamts in Braunschweig) unterstellt war.

## Religion
Das überwiegend katholische Dorf besitzt eine katholische Pfarrei mit dem Patrozinium St. Georg (Tag des hl. Georg: 23. April). Die aktuelle Kirche wurde im Jahr 1856 errichtet und geweiht. Traditionsgemäß wird einmal im Jahr aufgrund eines Versprechens nach einem Hagelunwetter im 18. Jahrhundert eine Bittprozession zum sogenannten Hagelkreuz durchgeführt.
Am 10. Oktober 2010 wurde Andreas Braun aus Nesselröden zum Priester geweiht, am 31. Oktober 2010 feierte er in der Pfarrkirche St. Georg seine Primiz. Seit dem 1. November 2014 gehören zur Pfarrei St. Georg auch die Kirchen St. Mauritius in Desingerode, St. Georg in Esplingerode, St. Johannes Baptist in Immingerode und St. Urban in Werxhausen.

## Politik

### Ortsrat
Der Ortsrat setzt sich aus 13 Ratsfrauen und Ratsherren zusammen.
- CDU: 8 Sitze
- Grüne: 3 Sitze
- SPD: 2 Sitze

(Stand: Kommunalwahl am 12. September 2021)

### Ortsbürgermeister und Stellvertreter
Ortsbürgermeister ist Bernd Frölich (CDU). Seine Stellvertreter sind Hartmut Becker (CDU) und Verena Schenke (Grüne).

### Wappen
Das Gemeindewappen ist ein sogenanntes Hagelkreuz (doppelbalkiges Kreuz), wie sie in Kurmainzer Zeit vielfach im Eichsfeld errichtet wurden.

## Wirtschaft
In Nesselröden sind circa 20 Unternehmen ansässig, darunter auch eine der größten Kerzenmanufakturen Deutschlands.

## Infrastruktur
Das Dorf verfügt über eine katholische Kirche, eine Kindertagesstätte, eine Grundschule, eine Feuerwehr, einen Frischemarkt, mehrere Friseursalons und ein Pflegeheim.

## Kultur und Sehenswürdigkeiten

### Bauwerk Pfarrkirche St. Georg

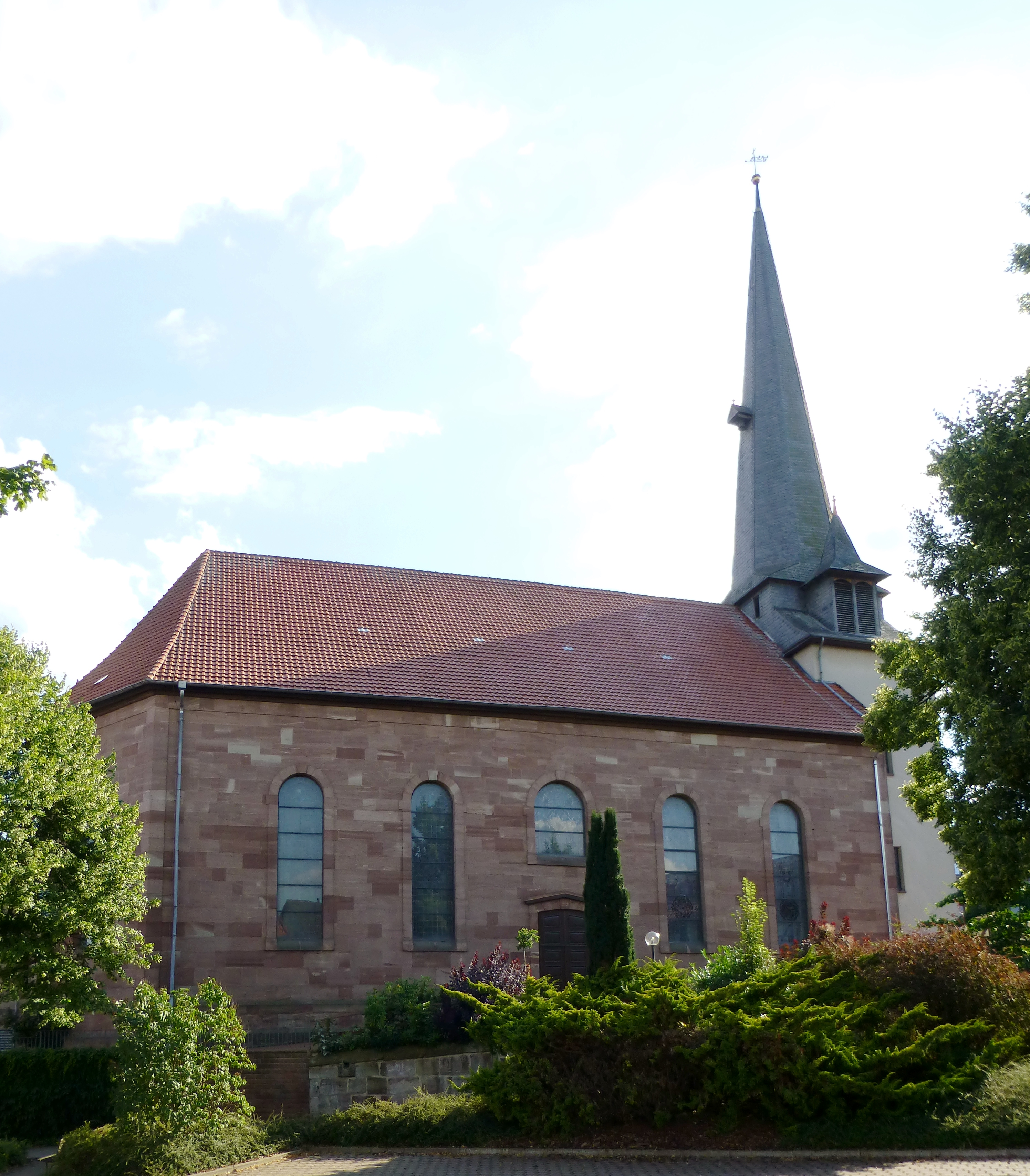
Pfarrkirche St. Georg

Frühe Überlieferungen zeugen von einem Kirchenbau, der in Form eines kleinen, strohgedeckten Gotteshauses erbaut und von Herzog Christian von Braunschweig im Rahmen des Dreißigjährigen Krieges 1623 zerstört wurde. Im Jahre 1710 fand ein barocker Neubau statt, an dessen Turm 1853 das neuromanische Kirchenschiff der heutigen St. Georgskirche angebaut wurde. Das Hauptportal ist aus Buntsandstein, es wurde – in Stil und Material dem Langhaus entsprechend – der älteren hellverputzten Turmfassade vorgeblendet. Der Innenraum der Kirche präsentiert sich als ein flachgedeckter Raum mit polygonalem Chorschluss. Die Rundbogenfenster besitzen lediglich noch im Chorbereich Farbverglasungen, die der Entstehungszeit der Kirche um 1853 entstammen. Der zweistöckige Hauptaltar stammt aus dem Jahr 1760, besitzt zwei seitliche Durchgänge, die zur dahinterliegenden Sakristei führen, und wurde von dem Bildhauer Johann Bernhard Kopp, der auch für die Madonna im Lindenzaun in Duderstadt verantwortlich zeichnet, hergestellt. Der Kruzifixus in der Mittelachse des Altars ist dagegen älteren Datums und wurde 1666 Andreas Georg Kersten, einem ebenfalls bedeutenden Vertreter Duderstädter Barockbildschnitzerei, realisiert. Der Altar, welcher zu diesem Kreuz gehörte, wurde nach Böseckendorf verkauft. Über den Seitendurchgängen sind in jüngerer Vergangenheit zwei Evangelisten aufgestellt worden.
Der älteste Gegenstand in der Kirche ist eine rheinische Pietà aus dem Jahr 1430, sie befand sich in früheren Zeiten in einer inzwischen abgerissenen Klus. Die Neufassung der Statue, ebenso der bronzene Ambo, der 1981 errichtete Zelebrationsaltar und der Strahlenkranz stammen von einem hannoverschen Bildhauer.

### Wüstung Dudenborn

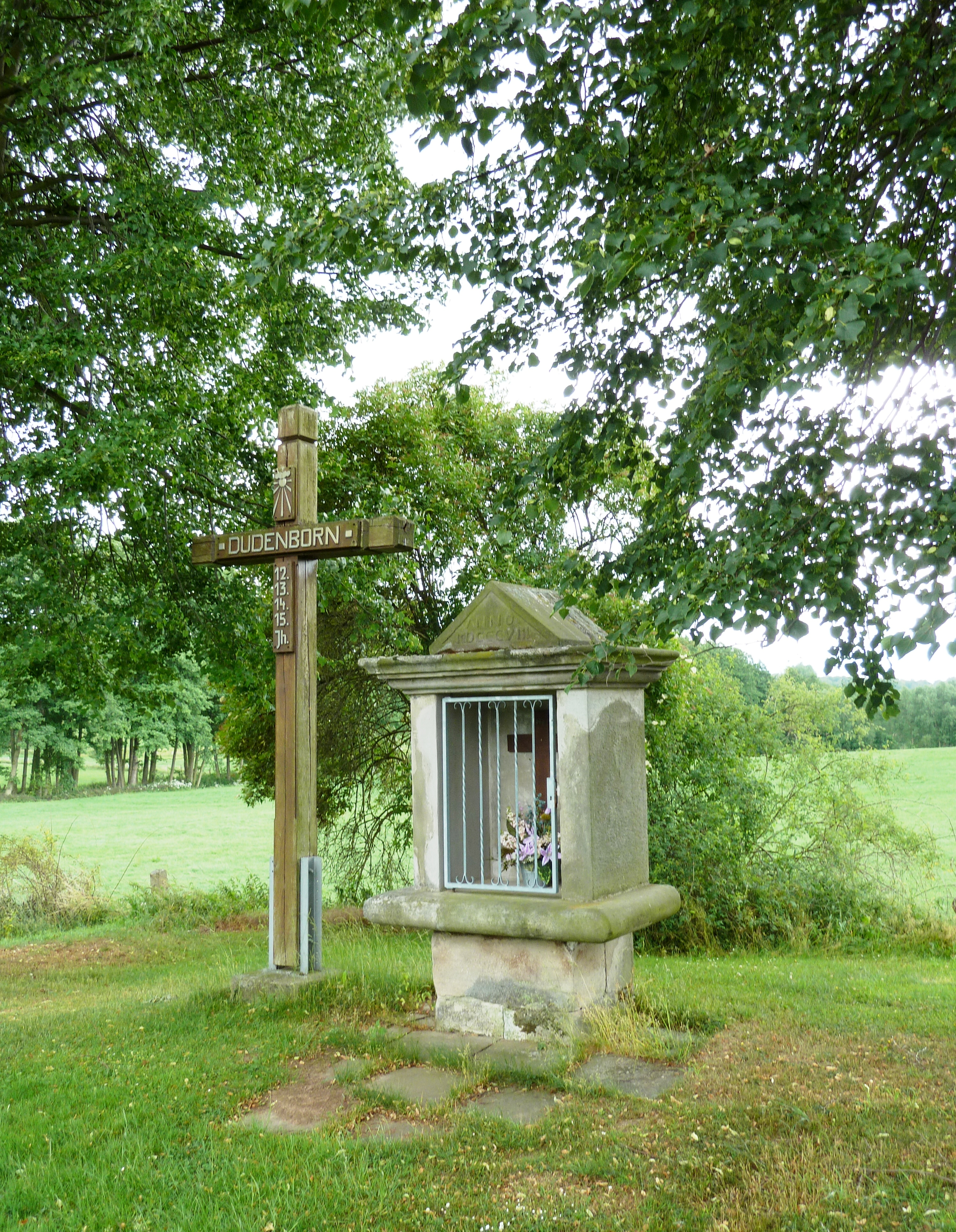
Die Ortswüstung Dudenborn

Südwestlich der Ortslage befindet sich die Wüstung Dudenborn. Heute erinnern dort ein Holzkreuz und ein Bildstock an die ehemalige Siedlung.

### Vereine
- Angelsportverein
- Brieftaubenverein
- Country-Freunde
- Hobbyclub
- HSV-Fanclub
- Ju-Jutsu-Club
- Rauch-, Wander-, Kegelclub
- Reiterverein St. Georg
- Schützenbruderschaft
- Spielmannszug
- Wurftaubenverein
- Turn- und Sportverein
- Tennisclub

## Söhne des Ortes
- Leopold von Kaisenberg (1766–1835), Gutsbesitzer, Jurist und Abgeordneter
- Heinrich Engelhardt (1922–2003), Politiker (CDU)